# Simfonija št. 5 (Beethoven)
Ludwig van Beethoven: Simfonija št. 5, c mol, op. 67
stavki: 
- 1. Allegro con brio
- 2. Allegro con moto
- 3. Scherzo. Allegro
- 4. Allegro

Beethoven je ustvarjal svojo Simfonijo št. 5 v c-molu med letoma 1805 in 1807, povsem dokončana pa je bila v marcu 1808. Simfonijo je sam skladatelj prvič predstavil skupaj s Šesto simfonijo, Koncertom za klavir in orkester št. 4, Koralno fantazijo, deli Maše v C-duru in arijo »Ah perfido« na znamenitem dobrodelnem koncertu 22. decembra leta 1808 v operni hiši Theater an der Wien na Dunaju. Koncert je bil zaradi premajhnega števila vaj slabo pripravljen in tudi za tiste čase predolg. Kolerični skladatelj je po pričevanju očividcev na odru zaradi izvedbenih napak dvakrat izgubil živce in se spozabil nad glasbeniki. Prva izvedba se poslušalcev sploh ni dotaknila, vendar je simfonija kmalu obšla evropske koncertne odre in zaslovela. Že leta 1810 jo je pisatelj in skladatelj E. T. A. Hoffmann razglasil za vzorčno delo romantične glasbe.
5. simfonija je morda najslavnejše simfonično delo vseh časov. V njej se izražata občutje tragične skladateljeve osebne usode in njegova vera v človekovo zgodovinsko poslanstvo. Dramatični prvi stavek zaznamuje znameniti motiv treh kratkih udarcev, ki jim v intervalu molovske velike terce navzdol sledi fermata. Udarci usode, oziroma motiv, ki ga je Beethoven sam razložil s stavkom: "Tako trka usoda na vrata", je postal med drugo svetovno vojno kot uvod v oddaje londonskega radia BBC signal boja za svobodo. Ritmični in efektno kratki uvodni stavek ter spevna tema z variacijami, ki izpolnjuje drugi stavek, sestavljata dialektično nasprotje. Le-tega v cikličnem stopnjevanju razrešujeta tretji stavek in z njim povezani sklepni Allegro. Za zanosno glasbo zadnjega stavka je Beethoven kot prvi v simfonični glasbi dodal orkestru pozavne in kontrafagot. Doživela je nešteto glasbenih in literarnih interpretacij in njena razvojna shema »od teme k svetlobi« je v 19. stoletju določila prav vsa pomembnejša simfonična dela. Skladatelji so se Beethovnovega programskega načrta bodisi zvesto držali, ali pa so mu hoteli oporekati. Zaradi mojstrske izrabe osnovne motivike in titanskega ustvarjalnega zamaha je Peta simfonija danes enako živa, kot je bila ob svojem nastanku, vsaki generaciji glasbenikov in poslušalcev pa ponuja neizčrpne interpretativne možnosti.